# Nederländernas monarki
Nederländerna är en konstitutionell monarki där en kung eller regerande drottning är landets statschef. Ämbetets roll och position definieras i Nederländernas konstitution i vilken en stor del behandlar tronföljden, tillträde, vakans, abdikation och regeringsdeltagande, förhållandet till Generalstaterna samt kunglig sanktion för stadfästelse av lagar.
Konungariket Nederländernas har varit en suverän stat med monarki som statsform sedan 16 mars 1815, men flera av dess ingående provinser hade tidigare styrts av medlemmar av Huset Nassau-Oranien från 1559, när kung Filip II av Spanien utnämnde Vilhelm av Oranien som ståthållare över Spanska Nederländerna och senare Republiken Förenade Nederländerna genom Nederländska frihetskriget. 1747 blev positionen som ståthållare formellt ärftlig varvid republiken blev "krönt". Sen siste ståthållaren var Vilhelm V, vars son blev Nederländernas förste kung, Vilhelm I. Monarken utser formellt landets premiärminister och andra ministrar och höga ämbetsmän.
Kung Willem-Alexander är Nederländernas kung sedan 30 april 2013, då han efterträdde sin mor Beatrix som frivilligt abdikerade från rollen som regerande drottning likt hennes två anmödrar också gjorde.

## Historik

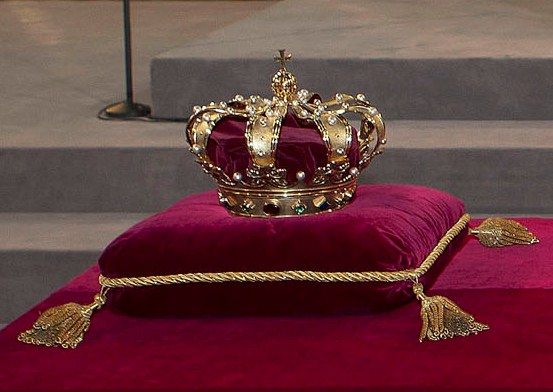
Kungakronan.

Den nederländska monarkin härrör sitt ursprung till 1813, när fransmännen drevs iväg. Som ledare utsågs Prins Vilhelm Fredrik av Oranien, son till den siste ståthållaren, Vilhelm V av Oranien. Han regerande de två första åren över den tidigare republiken som "suverän furste". År 1815, efter att Napoleon flytt från sin exil på Elba, utropade Vilhelm Fredrik Nederländerna till ett kungarike och sig själv som Kung Vilhelm I. Som en del av omdaningen av Europa efter Wienkongressen, bekräftades Huset Oranien-Nassau som härskare över Nederländerna, inklusive med de territorier som idag är Belgien. Vid samma tidpunkt blev Vilhelm och hans efterkommande även utsedda till Storhertig av Luxemburg i utbyte mot att han överlämnade sin familjs ägor i Tyskland till grenen Nassau-Weilburg och till Preussen. 
Den franska julirevolutionen smittade av sig på belgarna i det som blev det Belgiska upproret. Efter uppförandet av den revolutionära operan Den stumma från Portici i Bryssel 25 augusti 1830 uppstod en spontan resning. Den nederländska garnisonen fördrevs i samband med detta från staden. En mindre, radikal grupp hoppades på förening med Frankrike, men majoriteten var hågade för en uppgörelse med kungen. En delegation skickades till Amsterdam, men Kung Vilhelm I:s svar var undvikande. Folkstämningen i Nederländerna började så småningom kräva hårdare tag. Men efter blodiga gatustrider mellan armén och rebellerna den 23 september till den 26 september retirerade armén. Armén återtog emellertid Antwerpen. En provisorisk belgisk regering bildades under Charles Rogier och republikanen Louis de Potter, som den 4 oktober förklarade Belgiens självständighet. En nationalförsamling inkallades. Denna inledde förhandlingar med regeringen i Haag, vilka resulterade i ingenting, och den 27 oktober bombarderades Antwerpen av nederländska armén. Därmed gjordes alla kompromisser omöjliga. Den 10 november 1830 sammanträdde nationalförsamlingen i Bryssel och proklamerade Belgiens självständighet. Man beslutade att införa en konstitutionell, ärftlig monarki. Huset Oranien-Nassau uteslöts definitivt från tronföljden. Den 20 januari 1831 garanterade Londonkongressen Belgien ständig neutralitet. 4 juni 1831 valde nationalförsamlingen i Bryssel efter förslag från stormakterna Leopold av Sachsen-Coburg och Gotha till Belgarnas konung. Denne hade varit gift med Georg IV:s avlidna dotter och var morbror till den brittiska tronföljaren, prinsessan Victoria. År 1832 gifte sig Leopold med Ludvig Filips dotter Marie Louise av Orléans. Vilhelm I svarade med att säga upp vapenstilleståndet från augusti 1830. 10-dagarskriget mellan Belgien och Nederländarna utkämpades efter att Vilhelm I vägrat att godkänna ett stormaktsbeslut, de 18 artiklarna, som var förmånliga för Belgien. Den 2 augusti 1831 lät Vilhelm I trupper rycka in i Belgien under ledning av David Hendrik Chassé som med lätthet begsegrade en hoprafsad belgisk här, men när Frankrike ingrep, och efter en inmarsch under marskalk Étienne Maurice Gérard blev nederländarna tvungna att retirera. I oktober 1831 uppgjordes ett nytt medlingsprojekt (de 24 artiklarna). Men även det tillbakavisades av Nederländerna, vars trupper höll Antwerpen. En fransk här ryckte fram och intog Antwerpen efter tre veckors belägring, samtidigt med att brittiska flottan blockerade Nederländernas kust. Först härefter ingicks 18 november 1833 ett preliminärt fördrag mellan Belgien och Nederländerna. År 1833 tvingades Vilhelm I att sluta vapenstillestånd på obestämd tid. Vilhelm I gav till sist efter för stormakternas påtryckningar och erkände Belgiens självständighet. Det dröjde ända till 1839 innan ett definitivt fördrag ingicks; först 1842 var alla kritiska frågor lösta. Gränsen mellan Belgien och Nederländerna fastställdes såsom den än idag går.
När Vilhelm II blev kung 1840 fanns det inga pengar kvar i statskassan. Under hans regeringstid stabiliserades statsfinanserna, delvis med hjälp av överskottet från kolonierna i Ostindien. Revolutionsåret 1848 ledde till en ny grundlag i Nederländerna, utan stora oroligheter eller revolution. Thorbecke, de facto landets första premiärminister, skrev den grundlag som fortfarande är basen för Nederländerna. Vilhelm III blev kung 1849. Då blev också resultat av hans farfars projekt mer tydligt. Första järnvägen byggdes 1839 men det tog till 1860-talet innan tågtrafik blev betydande. Ångmaskiner gjorde det möjligt att pumpa ut vattnet även ur de djupast belägna områdena. Ny jordbruksmark skapades även på näringsfattig sandjord i södra och östra delen av landet med hjälp av konstgödsel och vattenverk. Nya kanaler och stora slussar i Amsterdam (Noordzeekanaal) och Rotterdam (Nieuwe Waterweg) var början av en ny blomstringstid.
Storhertigdömet Luxemburg var en del av Nederländerna fram till 1839, men Luxemburg var också samtidigt en medlemsstat i Tyska förbundet. Luxemburg blev självständigt 1839, men kvarstod i en personalunion fram till 1890, då det inte kunde ärvas av Drottning Vilhelmina pga att den saliska lagen gällde där till skillnad från i Nederländerna.
Under Första världskriget förhöll sig Nederländerna neutralt och utanför kriget. Kriget påverkade samhället ändå på ett betydande sätt. Det fanns omkring en miljon flyktingar från Belgien i Nederländerna. Storbritanniens handelsembargo mot Tyskland var ett katastrof för Nederländerna, för hamnarna var beroende av storskaliga industriområden i Tyskland. Livsmedel ransonerades och knappheten ledde fram till Potatisupproret i Amsterdam 1917. Drottning Vilhelmina av Nederländerna blev mycket populär för sitt ledarskap under första världskriget i vilket hon personligen deltog i organisationen av landets försvar. Hon fick namnet "soldatdrottningen" för sitt intresse för militären.
Den 10 maj 1940 gick Nazityskland till angrepp mot Frankrike. Innan detta inträffat gjorde Nederländerna vad de kunde för att försöka hålla sig neutrala. Efter angreppet försökte man försvara "Fästning Holland" vid Afsluitdijk och Grebbeberg, men Tyskland bombarderade Rotterdam och hotade bombardera Utrecht. Kungafamiljen och regeringen flydde i exil till London. Det nederländska försvaret kapitulerade 15 maj, fem dagar efter krigets början. Drottning Vilhelmina lämnade landet då det ockuperades av Nazityskland 1940. Hon kritserades inledningsvist hårt för sin flykt, och framhölls som ett sämre exempel än Leopold III av Belgien som hade valt att stanna i Belgien under ockupationen. Under kriget vände dock denna åsikt i sin motsats, och Leopold III kritiserades för sin eftergiftspolitik, medan Vilhelmina berömdes för sin roll som patriotisk symbol för nederländarnas motstånd mot ockupationsmakten. 
I Lockheedaffären hade Prins Bernhard, gift med Drottning Juliana, hade år 1974 begärt provision av det amerikanska försvarsföretaget Lockheed om bolaget sålde ett marint spaningsplan till nederländska flottan. Han fick 1,1 miljoner US dollar för att säkerställa att Lockheed F-104 vann kontraktet över det franskproducerade stridsflygplanet Dassault Mirage 5. När premiärminister Joop den Uyl begärde en undersökning vägrade Prins Bernhard att svara på reportrarnas frågor och sade att han stod "över sådana saker". Drottning Juliana hotade att abdikera om hennes make åtalades vilket heller inte skedde, men han tvingades den 26 augusti 1976 att avgå från samtliga sina officiella poster inom försvaret.
Abdikation från tronen har blivit en de facto tradition i Nederländerna. Drottningarna Vilhelmina, Juliana och senast Beatrix (20 april 2013) abdikerade till förmån till sina respektive tronföljare och även den förste kungen, Vilhelm I. Vilhelm II och Vilhelm III är således de enda nederländska monarkerna som dött på tronen.

## Ämbetsuppgifter

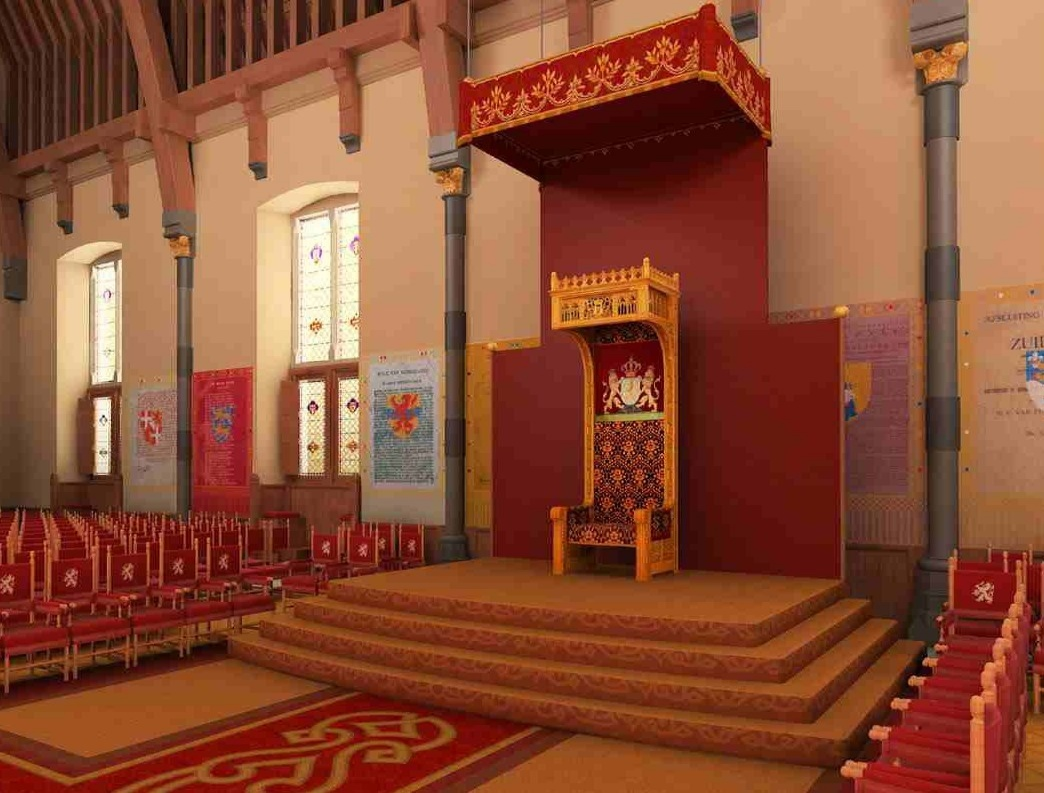
Tronen i Ridderzaal i vilket det årliga trontalet ges.

I enlighet med den nederländska konstitutionen är kungen (eller regerande drottning; härefter benämnd som det könsneutrala monark) formellt sett en del av regeringen (men inte ministären) enligt artikel 42. Monarken är dock utan ansvar för sina handlingar, ministrarna är ansvariga för dennes handlingar. Monarken är därför skyldig att samordna sitt ämbetsutövande med ministrarna. Monarken leder riksregeringen för Konungariket Nederländerna och formellt även för regeringarna i Karibiska Nederländerna, Aruba, Curaçao och Sint Maarten. I länderna i den karibiska delen av kungariket representeras monarken av 4 utsedda guvernörerna som utför kungens roll där med stöd av respektive landsdels premiärminister.
Monarken undertecknar de lagar som beslutats av Generalstaterna. I denna roll krävs en kontrasignatur från en ansvarig minister eller statssekreterare. Detsamma gäller även för kungliga beslut (motsvarande förordningar) regeringen beslutar om utanför parlamentet. Kungen är hög fördragsslutande part och ratificerar också internationella fördrag och överenskommelser. Monarken träffar premiärministern varje vecka och gör regelbundna arbetsbesök med andra ministrar inom deras ansvarsområden. På Prinsjesdag, Generalstaternas årliga öppningssession, läser monarken trontalet som skrivits av premiärministern.
Före 2012 spelade monarken en avgörande roll i regeringsbildandet genom att utse en informatör (nederländska: Informateur) och därefter formatören (nederländska:  formateur) på dennes råd. Sedan 1970-talet hade denna ordning varit flitigt omdiskuterad i andra kammaren. 2012 fråntogs monarken den rollen (som byggde på sedvanerätt) efter att vänsteroppositionen, ledd av Arbetarpartiet, och högerpopulistiska Frihetspartiet röstade samstämmigt om att införa en annan ordning utan kunglig inblandning. Endast om andra kammarens talman inte kan utse en informatör kan denne vända sig till monarken.
I Nederländerna spelar monarken huvudsakligen en ceremoniell roll som är avsedd att vara enande och höjd över dagspolitiken. Som statschef gör monarken statsbesök utomlands, är värd för inkommande statsbesök samt tar emot kreditivbrev från utländska ambassadörer och utfärdar desamma för nederländska ambassadörer. Monarken är formellt ordförande för statsrådet (nederländska: Raad van State; en institution som fungerar dels som lagråd och som appellationsdomstol i förvaltningsärenden), men där den dagliga ledningen ligger i viceordförandens händer.

## Lista över Nederländernas monarker (1815-)

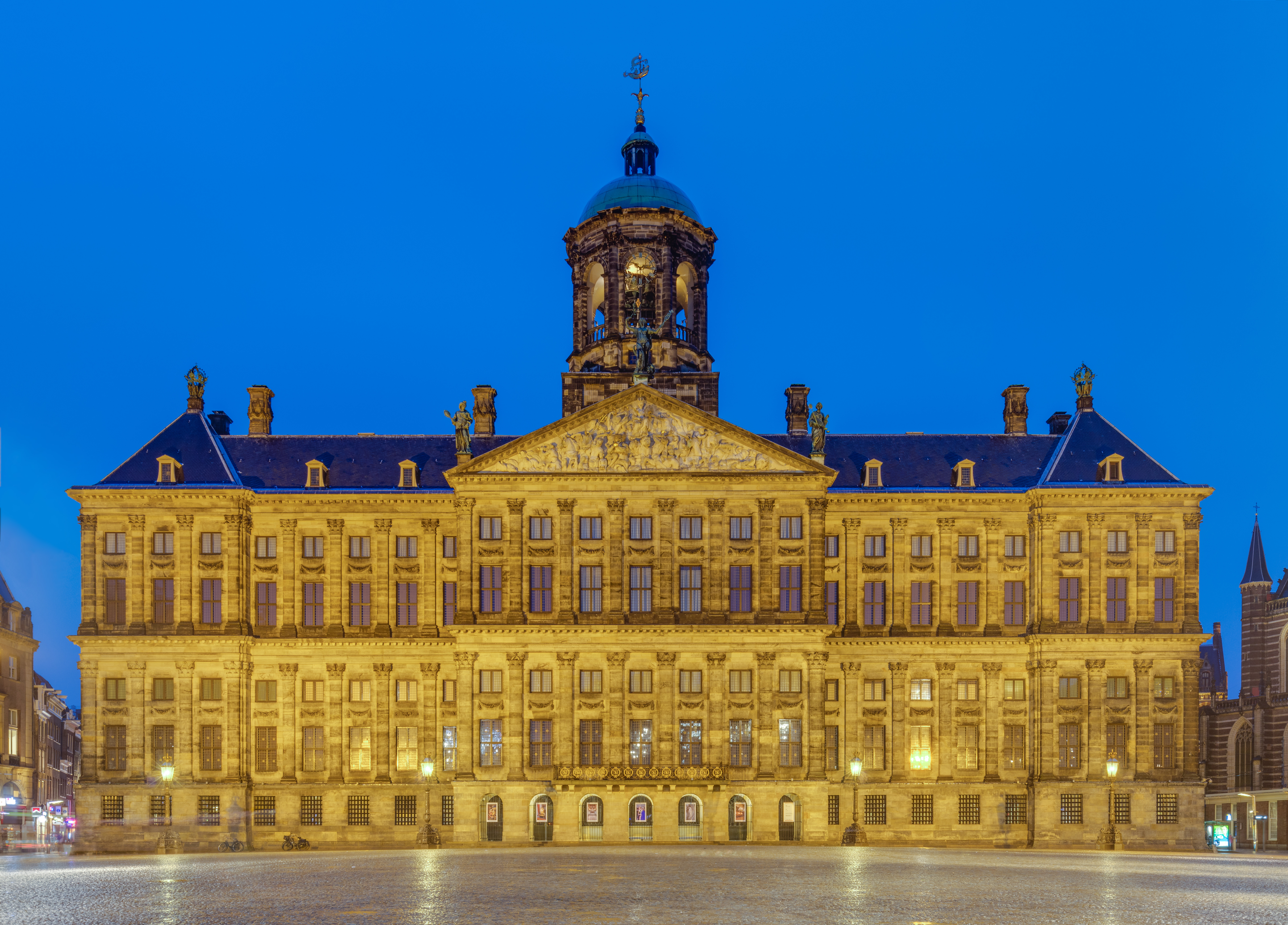
Kungliga slottet i Amsterdam.

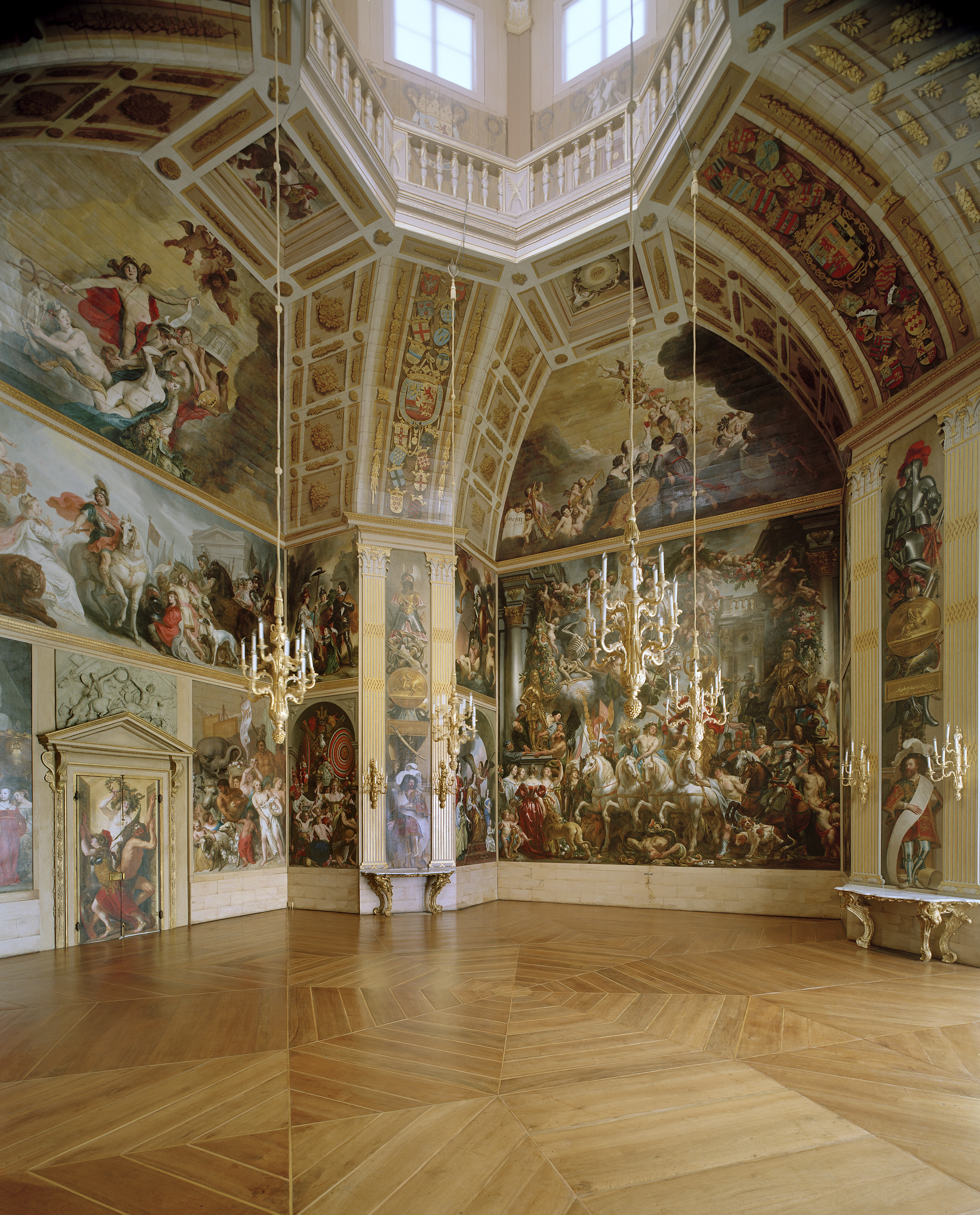
Orangesalen i Huis ten Bosch.

Nedan följer en lista över landets monarker från 1815 till dags dato.
| 1 |  | Vilhelm I (Willem I) (1772-1843)     | 15 mars 1815     | 7 oktober 1840 (Abdikation)   | -      | Wilhelmine (1774-1837)              |
| 2 |  | Vilhelm II (Willem II) (1792-1849)   | 7 oktober 1840   | 17 mars 1849                  | Son    | Anna Pavlovna (1795-1865)           |
| 3 |  | Vilhelm III (Willem III) (1817-1890) | 17 mars 1849     | 23 november 1890              | Son    | Sophie (1818-1877) Emma (1858-1934) |
| 5 |  | Vilhelmina (Wilhelmina) (1880-1962)  | 23 november 1890 | 4 september 1948 (Abdikation) | Dotter | Henrik (1876-1934)                  |
| 6 |  | Juliana (1909-2004)                  | 4 september 1948 | 30 april 1980 (Abdikation)    | Dotter | Bernhard (1911-2004)                |
| 7 |  | Beatrix (1938-)                      | 30 april 1980    | 30 april 2013 (Abdikation)    | Dotter | Claus (1926-2002)                   |
| 8 |  | Willem-Alexander (1967-)             | 30 april 2013    | Sittande                      | Son    | Máxima (1971-)                      |

## Se även

Nederländernas kungliga standar.